# Бершон Джексон
Бершон Джексон  (англ. Bershawn Jackson; нар. 8 травня 1983) — американський легкоатлет, олімпійський медаліст.

## Виступи на Олімпіадах
| Олімпіада  | Дисципліна                    | Місце |
| ---------- | ----------------------------- | ----- |
| Пекін 2008 | біг на 400 метрів з бар'єрами | 3     |